# Ogopogo

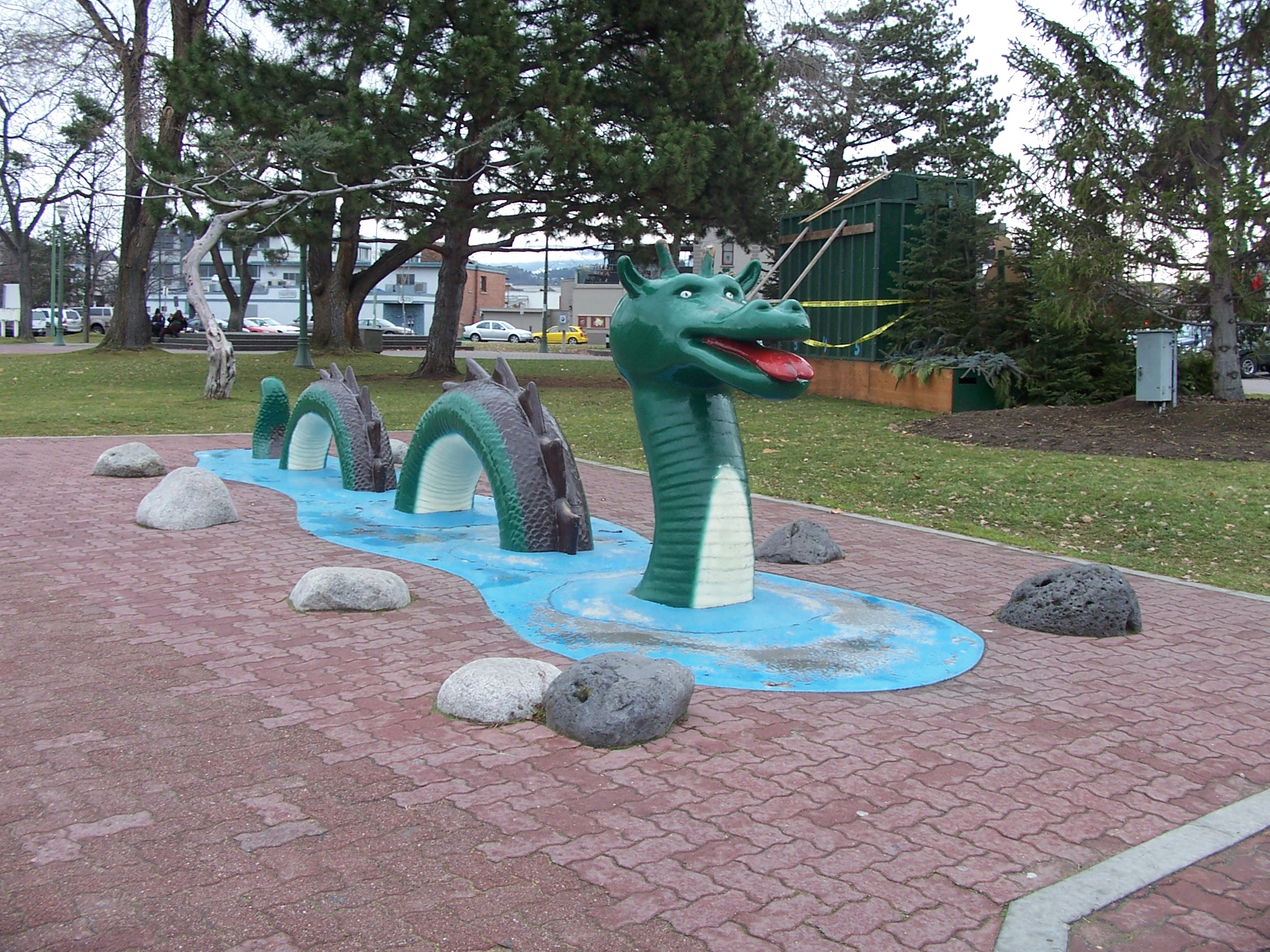
Une sculpture représentant Ogopogo, dans la ville de Kelowna en Colombie-Britannique

Ogopogo, ou Naitaka (salish : n'ha-a-itk, « démon du lac »), est une créature lacustre qui vivrait ou aurait vécu dans le lac Okanagan, dans la ville de Kelowna en la province de Colombie-Britannique au Canada. L'animal est souvent comparé au monstre du Loch Ness.

## Histoire et témoignages
Le lac Okanagan (Okanagan Lake) est un lac glaciaire profond, prolongé à son extrémité sud par la rivière Okanagan qui coule en direction de la frontière avec les États-Unis pour rejoindre le Columbia. 
Bien avant l'installation des premiers européens, des légendes amérindiennes mentionnaient déjà l'existence de Naitaka (salish : N'ha-a-itk), un « monstre » apparenté à un gigantesque serpent hantant les eaux du lac. N'ha-a-itk était supposé habiter sur l'îlot de Rattlesnake où les indiens se livraient à des sacrifices d'animaux pour pouvoir naviguer sans danger. Plus tard, alors que les villes se développaient autour du lac, on rapporta la disparition de plusieurs colons.

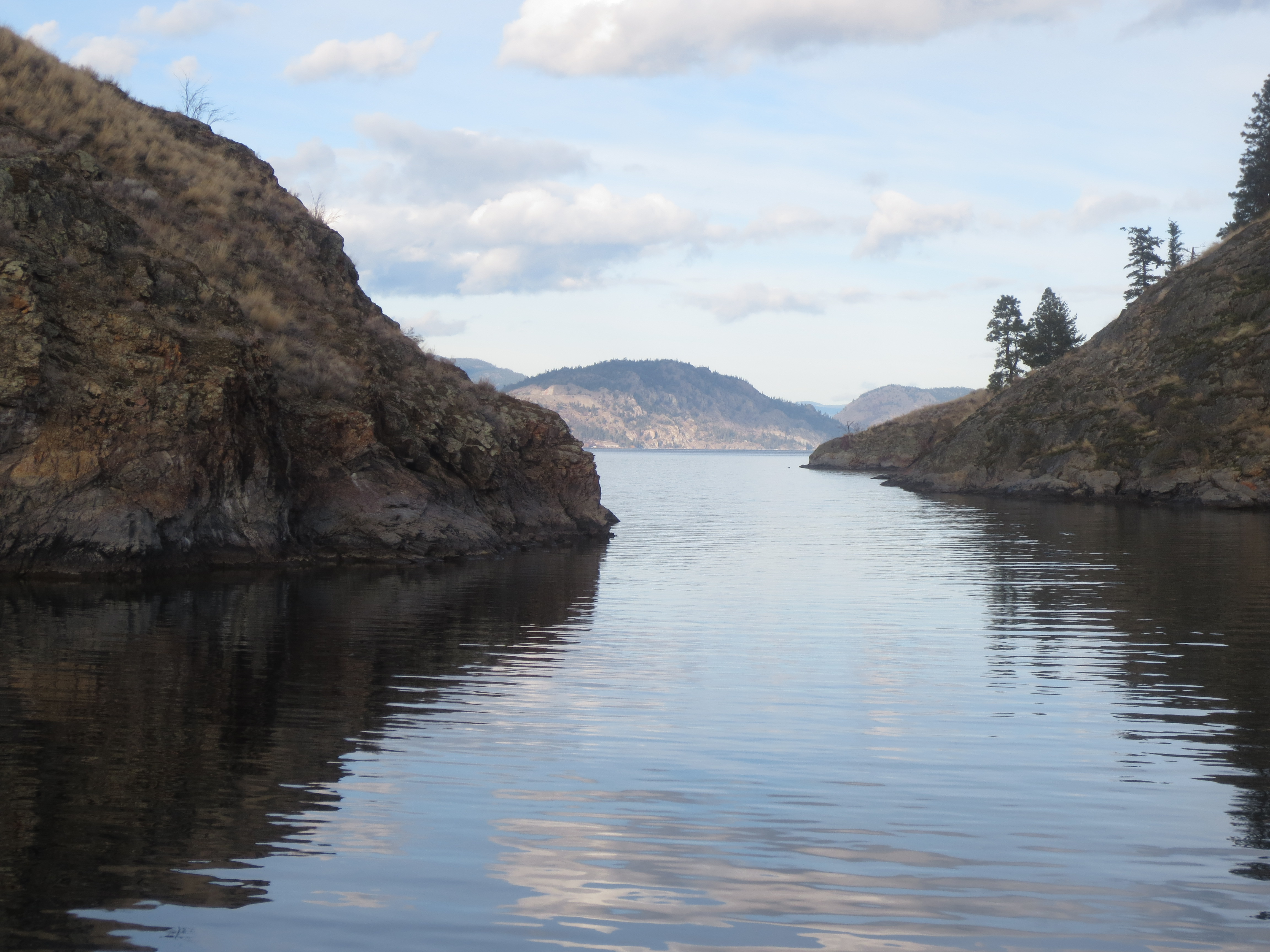
Le lac Okanagan en Colombie-Britannique.

## Origine du nom « Ogopogo »
Le nom de Ogopogo a été attribué à la créature en 1926, c'est un palindrome qui provient du titre de la chanson humoristique anglaise de 1924, The Ogo-pogo interprétée dans les spectacles de Davy Burnaby.
H.F. Beattie, un ancien secrétaire du Board of Trade de la ville de Vernon (au nord du lac Okanagan) décida d'en écrire une parodie adaptée à la situation locale. Cette parodie, intitulée Ogopogo Song, fut notamment interprétée par le chanteur William H. Brimblecombe le 23 août 1926 et elle incita la population à adopter le nom d'Ogopogo pour le monstre du lac.
Depuis les années 1960, de nombreux témoins affirment avoir aperçu la créature. Il existe également de nombreuses photographies et vidéos montrant une forme indistincte évoluant dans les eaux du lac, comme un film de quelques minutes tourné par Art Folden en 1968. Ogopogo est devenu au fil du temps une légende urbaine et l'une des principales attractions touristiques dans la vallée de l'Okanagan. Comme dans le cas du monstre du Loch Ness en Écosse, certains pensent qu'il s'agit d'une créature préhistorique, comme un plésiosaure. D'autres affirment que les apparitions du monstre ne seraient que des canulars ou des objets flottants à la surface. 
En 1990, Postes Canada a édité un timbre postal à l'effigie de l'Ogopogo.